# Bessenyei Gedő István
Bessenyei Gedő István (Marosvásárhely, 1986 november 6. –) romániai magyar teatrológus, dramaturg, a Harag György Társulat igazgatója, a MASZÍN Magyar Színházi Szövetség ügyvezető elnöke, a Proscenium Alapítvány elnöke.

## Életrajz[1][2][3]
Édesapja Bessenyei István színész, édesanyja dr. Bessenyei Gedő Éva, orvos. Elemi tanulmányait a szatmárnémeti 10. számú Általános Iskolában, középiskolai tanulmányait pedig a Szatmárnémeti Református Gimnázium matematika-informatika szakán végezte. 2005 és 2008 között a Babeș–Bolyai Tudományegyetem Bölcsészettudományi Karán tanult, magyar-angol szakon. 2006 és 2007 között tagja a Láthatatlan Kollégiumnak (a bölcsészkar kritika szakkollégiumának). Párhuzamosan, 2006-tól a BBTE Színház és Televízió Karának teatrológia szakos hallgatója, tanulmányait a Marosvásárhelyi Művészeti Egyetem Színházművészeti Karán véglegesíti, ahol 2010-ben szerez teatrológus diplomát. Ugyanitt szerez magiszteri fokozatot is, rendező szakon, „A rendezés művészete” mesteriprogram keretében, 2012-ben. 2012 óta doktorandusz (PhD-fokozat) az MME doktori iskolája keretében, kutatási területe a posztdramatikus jelenségek a kortárs romániai színházművészetben.
2019-től tagja a Kolozsvári Akadémiai Bizottság Színháztudományi szakbizottságának.
A szatmári színházzal először a kilencvenes évek elején, gyermekszínészként került kapcsolatba, miután 1992-ben részt vett a Magyar Televízió által szervezett Mesemondók Találkozóján. Ezt követően rendszeresen szerepeltetik kisebb-nagyobb gyermekszerepekben a Harag György Társulat előadásaiban. Elemi és középiskolai tanulmányai során számos vers- és prózamondó verseny és irodalmi tantárgyverseny résztvevője, győztese, 2004-ben a Mikes Kelemen Országos Magyar Nyelv és Irodalom Tantárgyverseny győztese. Középiskolásként főként verseket és rövidprózát, egyetemistaként több kritikát, recenziót, interjút közölt különböző magyarországi és romániai magyar napilapokban és folyóiratokban. Kolozsvári és marosvásárhelyi tanulmányai során először Kovács Levente rendezőasszitenseként dolgozott, később gyakornok-asszisztensként, majd rendezőasszisztensként dolgozott a Csokonai Színház három előadásában, Vidnyánszky Attila és Silviu Purcărete mellett. 2011-ben Szatmárnémetibe szerződött Keresztes Attila meghívására.
2011 szeptembere óta a Harag György Társulat dramaturgja, 2012 júniusa óta tagja a társulat művészeti tanácsának. 2012 szeptemberétől 2014 januárjáig a Harag György Társulat PR-vezetője, 2014 januárjától a társulat igazgatója. 2017-ben egyik alapítója volt az erdélyi magyar színházakat tömörítő MASZÍN Magyar Színházi Szövetségnek, melynek azóta ügyvezető elnöki tisztségét tölti be. 2018-tól az Északi Színház etikai bizottságának elnöke, 2019-től a Proscenium Alapítvány elnöke.
Publikációi jelentek meg a Theatron, a Játéktér, a Látó, a Korunk, a Hepehupa és A Céh folyóiratokban, a Szatmári Friss Újságban, a Szatmári Magyar Hírlapban és a Krónikában.
Fontosabb színháztudományi írásai: Posztdramatikus jellegzetességek Silviu Purcărete rendezéseiben (2013), „Halál! Hol a te Fullánkod?” Dedramatizáló törekvések Vidnyánszky Attila rendezéseiben (2012), Holokausztreprezentáció a posztdramatikus színházban (Posztdramatikus „stílusjegyek” a Hotel Modern De Kamp című előadásában, bábtestek, stilizáció, intermedialitás) (2010).

## Tanulmányok
- 2001-2005: matematika-informatika szak, Szatmárnémeti Református Gimnázium
- 2005-2008: magyar-angol szak (BA), Babeș–Bolyai Tudományegyetem, Bölcsészettudományi Kar, osztályvezető tanár: Dr. Balázs Imre József
- 2006-2009: színháztudomány szak (BA), Babeș–Bolyai Tudományegyetem, Színház és Televízió Kar, osztályvezető tanár: Dr. Bodó A. Ottó
- 2009-2010: színháztudomány szak (BA), Marosvásárhelyi Művészeti Egyetem, osztályvezető tanár: Dr. Albert Mária
- 2010-2012: rendező szak (MA), Marosvásárhelyi Művészeti Egyetem, osztályvezető tanár: Dr. Babarczy László
- 2012-től doktorandusz a Marosvásárhelyi Művészeti Egyetem Doktori Iskolája keretében (PhD fokozat), kutatási terület: Posztdramatikus jelenségek a kortárs romániai színházművészetben, témavezető: Dr. Kékesi Kun Árpád

## Életpálya
- 2011-től a Harag György Társulat dramaturgja
- 2012 és 2014 között a Harag György Társulat művészeti tanácsosa
- 2012 és 2014 között a Harag György Társulat PR osztályának vezetője
- 2014-től a Harag György Társulat művészeti igazgatója
- 2017-től a MASZÍN Magyar Színházi Szövetség ügyvezető elnöke
- 2018-tól a Szatmárnémeti Északi Színház etikai bizottságának elnöke
- 2019-től a Proscenium Alapítvány elnöke

## Színházi munkái

### Dramaturg
- Dés - Nemes - Böhm: Valahol Európában  (rendező: Balogh Attila), Harag György Társulat, 2011/2012.
- Kiss Csaba: Animus és Anima  (rendező: Kányádi Szilárd), Akadémiai Műhely - Stúdió, 2011/2012
- William Shakespeare: Szentivánéji álom  (rendező: Keresztes Attila), Harag György Társulat, 2011/2012
- Brecht - Dessau: Kurázsi mama és gyermekei  (rendező: Vargyas Márta), Harag György Társulat, 2012/2013
- Schönthan - Schönthan - Kellér: A szabin nők elrablása  (rendező: Kányádi Szilárd), Harag György Társulat, 2012/2013
- Fazekas - Móricz - Bessenyei: Ludas Matyi Szatmárban  (rendező: Bessenyei István), Harag György Társulat, 2012/2013
- Eisemann–Somogyi–Zágon: Fekete Péter (rendező: Bessenyei István), Harag György Társulat, 2013/2014
- Ratkó József: Segítsd a királyt! (rendező: Tasnádi Csaba, Kányádi Szilárd), Harag György Társulat, 2013/2014
- Eisemann-Szilágyi: Én és a kisöcsém (rendező: Bessenyei István), Harag György Társulat, 2014/2015
- Ion Luca Caragiale: Az elveszett levél (rendező: Sorin Militaru), Harag György Társulat, 2014/2015
- Szirmai Albert–Bakonyi–Gábor: Mágnás Miska (rendező: Bessenyei István), Harag György Társulat, 2015/2016
- Anton Pavlovics Csehov: Sirály (rendező: Sorin Militaru), Harag György Társulat, 2015/2016
- Örkény István: Tóték (rendező: Sorin Militaru), Harag György Társulat, 2015/2016

### Rendező
- Zágon István - Nóti Károly - Eisemann Mihály: Hippolyt, a lakáj, Harag György Társulat, 2018/2019
- Bábok, Harag György Társulat, 2011/2012

### Rendezőasszisztens
- Békeffy István: Egy asszonygyilkos vallomása, rendező: Kovács Levente, Stúdió Színház, Marosvásárhely
- Molière: Scapin, a szemfényvesztő, rendező: Silviu Purcărete, Csokonai Színház, Debrecen, 2011/2012
- Móricz Zsigmond: Rokonok, rendező: Babarczy László, Harag György Társulat, 2012/2013

### Gyakornok-asszisztens
- Madách Imre: Az ember tragédiája, rendező: Vidnyánszky Attila, Szegedi Szabadtéri Játékok, 2011 (Erasmus-ösztöndíj)
- Zsukovszkij-Szénási-Lénárd: Mesés férfiak szárnyakkal, rendező: Vidnyánszky Attila, Csokonai Színház, Debrecen, 2010/2011

### Vizsgarendezések
- Tennessee Williams: Beszélj, mint az eső, hadd hallgassalak, MME, 2010/2011
- Bertolt Brecht: Kaukázusi krétakör, MME, 2010/2011 (jelenetek)
- William Shakespeare: Hamlet, MME, 2010/2011 (jelenetek)

### Workshopok
- dramaturg, rendezőasszisztens: Csehov: Sirály (workshop), rendező: Keresztes Attila, Marosvásárhelyi Művészeti Egyetem, 2010/2011
- dramaturg: Csehov: Sirály, rendező: Kiss Csaba, Babeș–Bolyai Tudományegyetem, Színház és Televízió Kar, 2008/2009

## Kutatásai, fontosabb írásai[1][2][3]

### Kutatások
- Posztdramatikus jellegzetességek Silviu Purcărete rendezéseiben, doktori kutatás, vezetőtanár: dr. Kékesi Kun Árpád
- „Halál, hol a te fullánkod?” (Dedramatizáló törekvések Vidnyánszky Attila rendezéseiben), szakdolgozat, vezetőtanár: dr. Ungvári Zrínyi Ildikó
- Holokausztreprezentáció a posztdramatikus színházban (Posztdramatikus „stílusjegyek” a Hotel Modern De Kamp című előadásában, bábtestek, stilizáció, intermedialitás), szakdolgozat, vezetőtanár: Dr. Ungvári Zrínyi Ildikó.

### Publikációk
- 2013: Posztdramatikus jellegzetességek Silviu Purcărete rendezéseiben, Theatron XII. 1.(tavasz) 68–85 old.
- 2013: A De Kamp bábjai Archiválva 2021. március 15-i dátummal a Wayback Machine-ben, Játéktér , II. 1. 36–43 old.
- 2013:  „Halál! Hol a te fullánkod? (Dedramatizáló törekvések Vidnyánszky Attila rendezéseiben), I. rész Archiválva 2021. március 1-i dátummal a Wayback Machine-ben,  Szcenárium, I. évfolyam, 2. szám (október), 5-25 old.
- 2013:  „Halál! Hol a te fullánkod? (Dedramatizáló törekvések Vidnyánszky Attila rendezéseiben), II. rész Archiválva 2021. január 31-i dátummal a Wayback Machine-ben,  Szcenárium, I. évfolyam, 3. szám (november), 24-43 old.,
- 2010: “Csak húsz év múlva ne ez a dal legyen”, Látó Szépirodalmi Folyóirat, márciusi szám.
- 2008: Selyem Zsuzsa – et al.: Megszólalás – a színpadon (beszélgetés az alkotókkal a Hosszú péntek kapcsán) – szerkesztő, előszó, lejegyző. Látó Szépirodalmi Folyóirat, színházi szám (augusztus-szeptember, Színházlátó).
- 2007: Ahogy az Isten sakkozik Archiválva 2021. március 23-i dátummal a Wayback Machine-ben – Korunk (november).
- 2006: A szatmári színház Kisvárdán – tudósítás-, kritika- és interjúsorozat a Szatmári Magyar Hírlapban a kisvárdai fesztiválról.
- 2006: Hogyantovább-kalauz (A kisvárdai fesztiválon felmerült problémákról) – beszámoló a Krónikában.
- 2004: Látogató, Rooth Katalin emlékére – Hepehupa (nyári, összevont szám)
- Versek és rövid prózák a Szilágyi Domokos Irodalmi Kör, LIM és Hármashatár antológiákban

### Könyvek, kiadványok
- Bessenyei Gedő István - Coleff Doina: Ha felgördül a függöny (A Szatmárnémeti Északi Színház története), Regio füzetek, Szatmárnémeti város önkormányzata, Argonaut, Kolozsvár, 2016 (társszerző)
- Csirák Csaba: 60 év krónikája: adattár a szatmárnémeti magyar társulat történetéhez. Szatmárnémeti, Profundis Kiadó, 2013. (szerkesztő)

## Konferenciák
- 2013. május 10. - Doktori Konferencia, Marosvásárhelyi Művészeti Egyetem - Posztdramatikus jellegzetességek Silviu Purcărete rendezéseiben
- 2011. november 25. - Színpadi dramaturgia, XII. Nemzetközi Színháztudományi Konferencia, Marosvásárhely, C. szekció, A színház és a médiumok dramaturgiája témakör - A realitás struktúrái - (hiány)dramaturgia médiumhatáron, a Hotel Modern De Kamp című előadásában

## Fesztiválok
- 2013 - Sorompók Nélkül Nemzetközi Multikulturális Fesztivál - fesztiválválogató
- 2012 - Pécsi Országos Színházi Találkozó (Scapin, a szemfényvesztő, tolmács, rendezőasszisztens)
- 2010 - Stúdió Fesztivál, Marosvásárhely (Egy asszonygyilkos vallomása, rendezőasszisztens)
- 2009 - Romániai Kisebbségi Színházak Kollokviuma, Gyergyószentmiklós (szakmai gyakorlat, a fesztiválújság szerkesztése).
- 2006 – Határon Túli Színházak Fesztiválja, Kisvárda (a Művelődés folyóirat kiküldötteként).

## Drámapedagógia
- 2011  - Krasznai Színjátszótábor − oktató
- 2010  - Krasznai Színjátszótábor − oktató
- 2009  - Krasznai Színjátszótábor – oktató
- 2008  - Zsibai Nemzetközi Népzene-, Néptánc-, Kézműves és Színjátszótábor, Szilágycseh, színjátszó csoport – oktató